# Coryphaeschna adnexa
Coryphaeschna adnexa är en trollsländeart som först beskrevs av Hagen 1861.  Coryphaeschna adnexa ingår i släktet Coryphaeschna och familjen mosaiktrollsländor. IUCN kategoriserar arten globalt som livskraftig. Inga underarter finns listade i Catalogue of Life.

## Bildgalleri

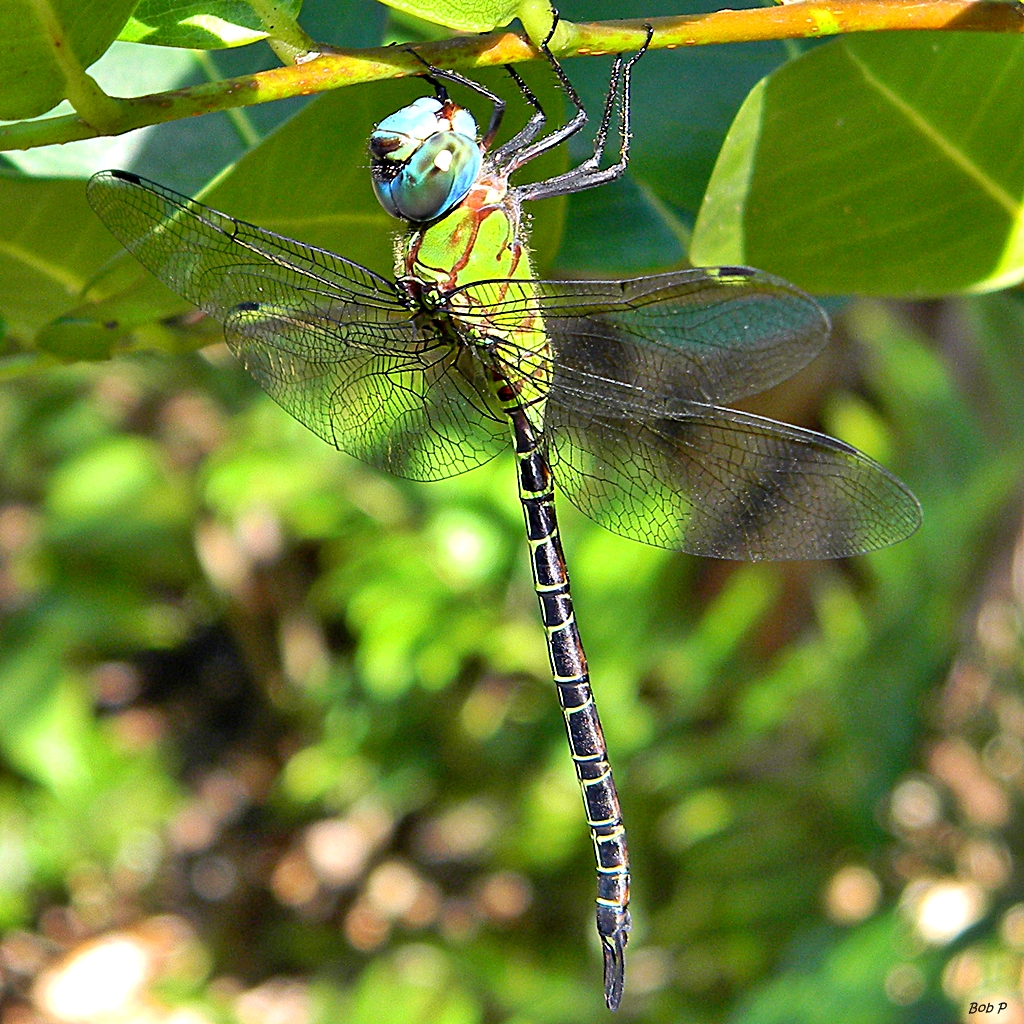
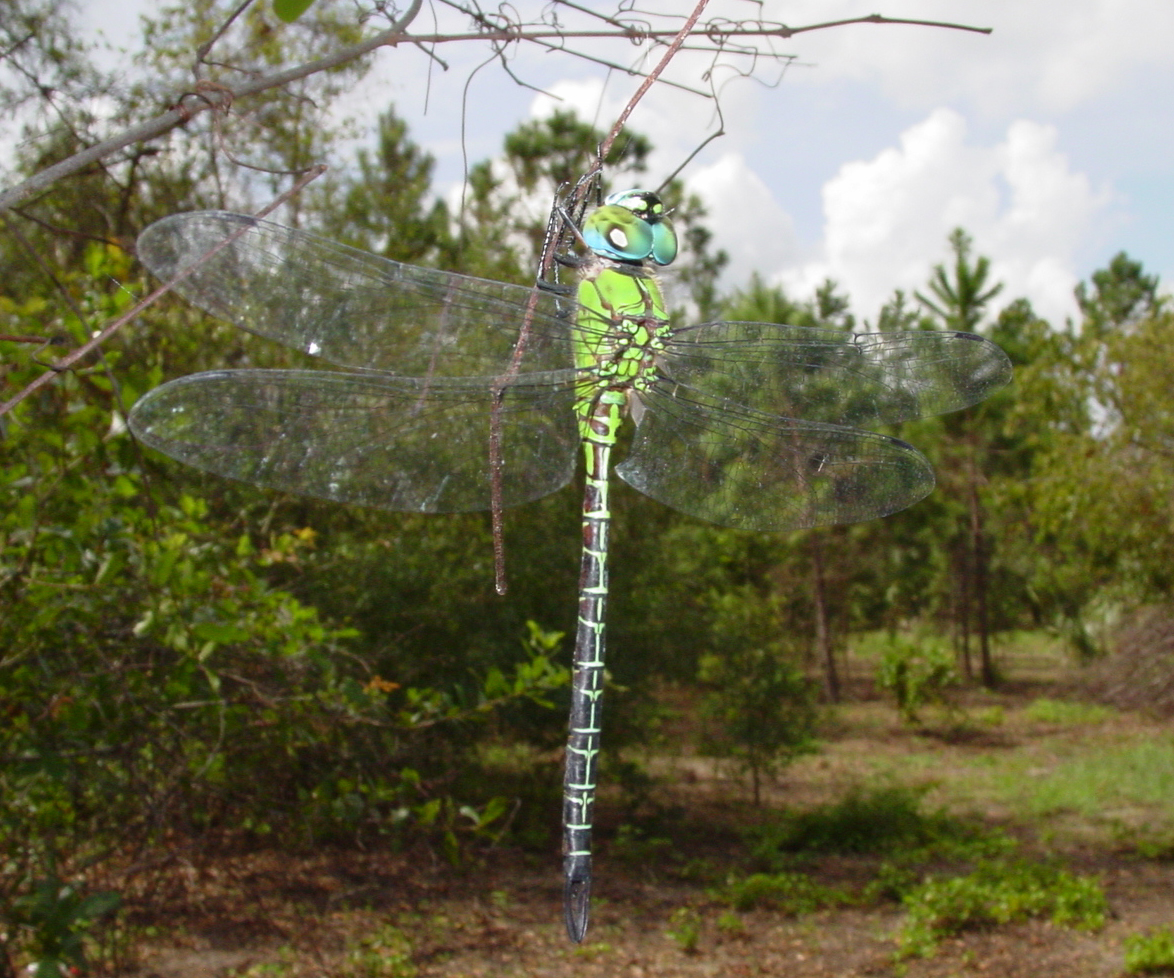